# Kentron
Kentron (in armeno Կենտրոն?) è il distretto centrale di Erevan, la capitale dell'Armenia. Comprende i centri amministrativi, politici e commerciali ed è la zona della città più frequentata dai turisti essendovi la maggior parte degli alberghi, ristoranti, locali e musei.
Kentron comprende cinque quartieri: Pokr Kentron, Noragyugh, Nor Kilikia, Aygestan e Kond.